# 2002年热带风暴爱德华
热带风暴爱德华（英語：Tropical Storm Edouard）是2002年大西洋飓风季的第五个热带风暴，也是9月第一个获得命名的热带气旋，这个月共有多达八个热带气旋获得命名，创下了单月的新纪录。爱德华于9月1日从佛罗里达州以东的一片对流区和冷锋发展成热带气旋，在弱转向气流的影响下，系统向北漂移并沿顺时针路径循环向西移动。虽然有中等到较强风切变的不利影响，风暴还是在9月3日达到风速每小时约100公里的最高强度，但又在接下来向西行进的过程中快速减弱。9月5日，爱德华在佛罗里达州东北部实现登陆，并在穿越该州后于9月6日消散，其残留被热带风暴费伊的环流吸收。
热带风暴爱德华给佛罗里达州带去了中等程度降水，其中该州西部降雨量超过175毫米。虽然登陆时系统仍有热带风暴强度，但其在陆地上行进时的风速很小。此外虽有多条道路被雨水淹没，但此次风暴没有造成人员伤亡，总体破坏也很小。

## 气象历史
8月25日，百慕大东南偏东方向数百英里外的海域上空发展出一片云层和阵雨区域，并且很可能与一片沿冷锋形成的下层扰动存在关联。之后几天的时间里这片区域向西南方向移动，到达波多黎各以北一个上层低压槽的最西南端时，系统的深层对流已有所增加。系统继续向西前进，起初结构仍然杂乱无章，表面气压居高不下，之后转向朝西北方向漂移，到了8月30日位于巴哈马东北方向数百英里外时开始缓慢组织起来。8月31日，虽然对流仍然很混乱，但系统内还是发展出了一片广阔的低气压区，监测报告的风速达到每小时32至40公里。接下来的情况仍然有利于其继续发展，整个系统内的对流也相应增多。9月1日，位于佛罗里达州代托纳比奇以东约225公里的系统发展出下层环流后进一步发展成第5号热带低气压。
热带低气压刚刚形成时所在的区域内存在轻到中度的西向风切变，由于北面和西面都存在高压脊，系统于是在弱转向气流的影响下向西北方向行进。低气压仍在缓慢增强，于9月2日在佛罗里达州杰克逊维尔以东约190公里海域上空达到热带风暴强度，美国国家飓风中心因此将其命名为爱德华（Edouard）。由于风切变取代了下层环流的大部分深层对流，风暴组成仍然杂乱无章。气象部门起初预测爱德华成为热带风暴后将逐渐转向东北，并在三天时间内到达距南卡罗莱纳州海岸不远的地方，风速达到每小时95公里，不过预测人员也表示自己对这一估计不是很有信心，之后他们又预测风暴会以环状路径向西进入佛罗里达州北部或乔治亚州南部。但在爱德华成为热带气旋后不久，转向气流有所减弱，风暴马上急剧向东转向。到了9月2日，风暴中心上空发展出深层对流，但中心也很快暴露出来。9月2至3日，风暴所在海域的风切变有所增强，空气也趋于干燥，这样的环境不利于系统的发展，但实际上其环流东部上空仍然保持有丰富的对流，并在9月3日迅速增强至风速每小时90公里。一架飞入系统内部的飓风猎人侦察机估计其表面风速达到每小时95公里，而报告的飞行高度层风速更达每小时132公里。

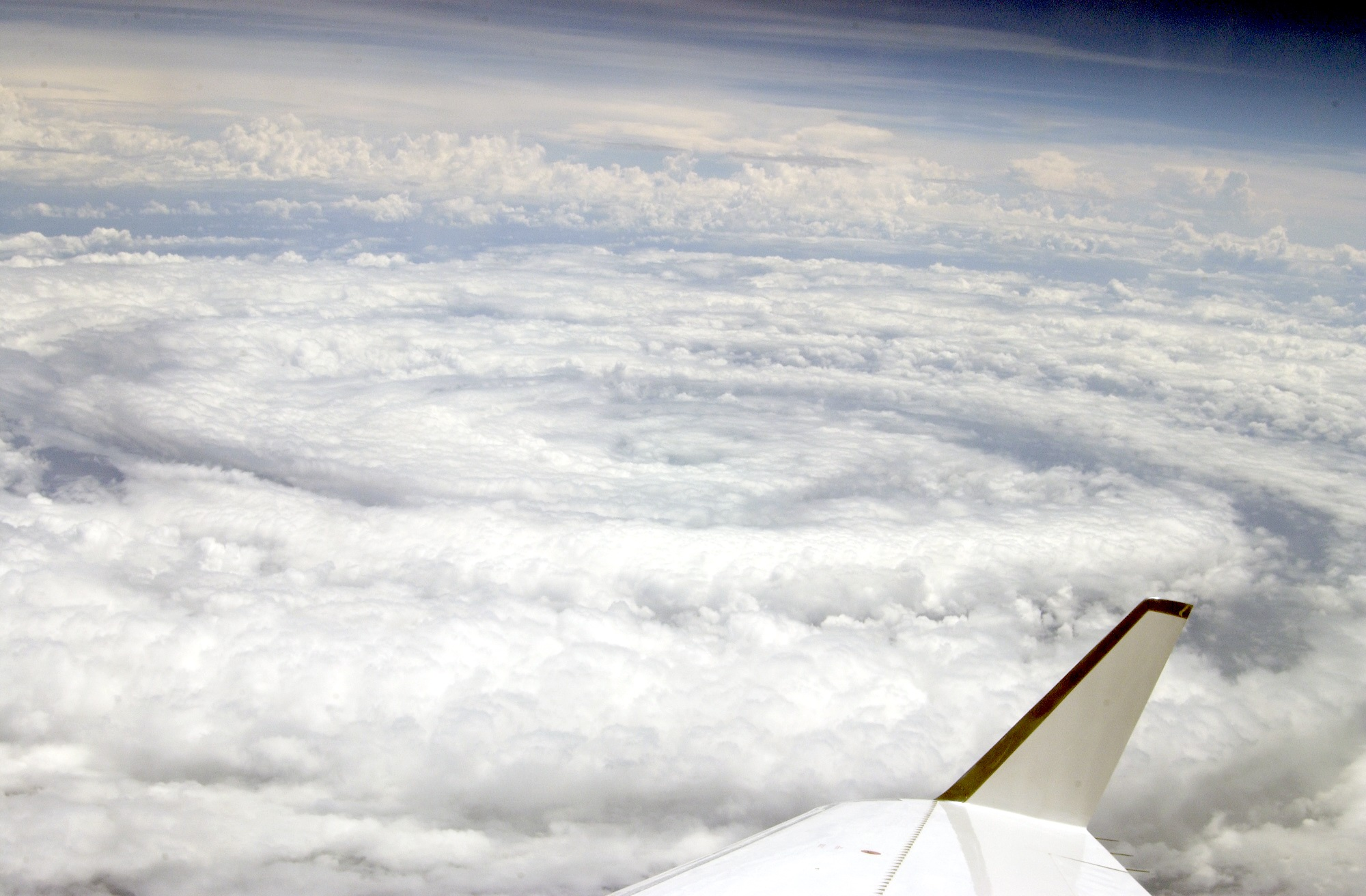
飓风猎人侦察机所拍热带风暴爱德华的照片

达到最高强度后不久，热带风暴爱德华由于垂直风切变和干燥的空气令对流减少而减弱，到了9月3日晚些时候，其中心已经从持续减少的对流中暴露出来。由于有一个强度较弱，范围狭窄的中层高压脊影响，风暴转向西北偏西，朝佛罗里达州东北部进发。虽然有强劲风切变的不利影响，爱德华仍然保持着热带风暴强度并产生零星的深层对流，到了9月4日，其带状结构还有所改善。9月5日清晨，爱德华以最弱级别热带风暴的强度在佛罗里达州奥蒙德海滩附近实现登陆，不过刚一登陆就几乎立即减弱为热带低气压。低气压在之后13个小时里穿越该州并从水晶河附近进入墨西哥湾。起初气象部门预测系统将在墨西哥湾东北部再次增强为热带风暴，不过由于海湾西北部的热带风暴费伊正在进行发展，这一推测不是很有把握。进入墨西哥湾后，低气压接触到来自热带风暴费伊外流的强劲风切变，爱德华的环流东南部边缘产生出极少量的间歇性对流，这让其仍然足以保持热带气旋的地位。到了9月6日，原有的对流已经消散，爱德华也因此被热带风暴费伊的更大环流吸收而消散。

## 防灾措施

即将登陆的热带风暴爱德华

风暴开始发展三个小时后，美国国家飓风中心由于难以确定其动向而向从佛罗里达州的泰特斯维尔到乔治亚州的不伦瑞克（Brunswick）之间的地区发布了热带风暴观察预警。系统强化为热带风暴后，从佛罗里达州佛南迪纳比奇到萨凡纳河（Savannah River）河口都收到了热带风暴警告，并且向北直至南卡罗莱纳州南桑蒂河（South Santee River）河口之间地区也都收到了热带风暴观察预警。但在爱德华转向东进后，所有的警告和预警都已中止。风暴登陆约十小时前，美国国家飓风中心向泰特斯维尔到不伦瑞克之间地区再次发布了热带风暴警告，并且相南直至佛罗里达州布里瓦德县的赛巴斯蒂安港（Sebastian Inlet）的地区都收到了热带风暴观察预警。
风暴登陆两天前，佛罗里达州的多个县开始对其动向加以监控。虽然预期系统不会造成较大影响，但布里瓦德县官员还是对能够做为避难所的地方进行了鉴定以防万一。普特南县安排了多个避难所待命，而杜瓦尔县的公共事业职员也进入待命状态准备对停电事故加以抢修。多家媒体发布了已经公布的风暴信息。佛罗里达州紧急行动中心进入第二级待命状态，即部分激活状态，州政府组织了两次会议对各县应对风暴可以采取的措施加以讨论。美国国家气象局还在爱德华登陆数小时前向佛罗里达州东部大部分地区发布了山洪预警，因为预计风暴将会带来可观的降雨。
南卡罗莱纳州应急管理处对风暴的发展进行了监控，并提高了对风暴的响应级别。该州的重要机构均已收到通知在需要时做好准备。

## 影响
风暴的外围给百慕大带去了阴云，该岛西部的小片区域有报告出现狂风，但最终没有出现下雨的报告。
热带风暴爱德华在佛罗里达州东海岸不规则运动期间给沿岸许多海滩带去了大浪和离岸流。前往沙滩的行人和游客得到通知，请他们谨慎行事。卡纳维拉尔角附近的水位因风暴而上涨，高于正常水位约15厘米，不过其它地方的情况都很轻微。虽然系统登陆时还有热带风暴强度，但佛罗里达州没有监测到热带风暴强度的持续风速。风暴前方的雨带给帕特里克空军基地（Patrick Air Force Base）带去了时速63公里的阵风，还有一个位于圣奥古斯丁的监测站记录到时速61公里的阵风。帕特里克空军基地的持续风速最高为每小时50公里。爱德华给佛罗里达州东部带去了小到中雨，大部分持续时间为两到三小时。官方纪录到的总计最高降雨量是在奥兰多行政机场（Orlando Executive Airport）的64毫米，不过非官方数据则指出罗克雷治的降雨量高达122毫米。佛罗里达州西部的降水更多一些，其中最高的德索托县高达194毫米，此外坦帕附近也报告收到了175毫米降雨。
中等强度的降水在圣约翰河沿岸引发洪水，塞米诺尔县有多条道路被淹。布里瓦德县和橙县也有出现公路、市区和洼地洪水泛滥的报告。部分地区道路水淹的范围较多，导致奥维耶多、可可比奇和卡纳维拉尔角的部分道路临时关闭。皮内拉斯公园的暴雨导致沿19号美国国道一个交叉路口出现严重水浸。不过全州没有出现因这场风暴导致人员伤亡的报道，其总体造成的损害也很小。